# كتيبة المشاة الأربعين
كانت كتيبة المشاة الأربعين (40th Regiment of Foot) كتيبة مشاة تابعة للجيش البريطاني، تشكلت عام 1717 في أنابوليس رويال، نوفا سكوشا واستمرت لمدة 164 عامًا. وقد تم دمج الكتيبة الأربعين لاحقًا في متطوعي أمير ويلز (فرقة جنوب لانكشاير) عام 1881، وتم دمج المزيد من كتائب مشاة الجيش البريطاني بعد ذلك، واليوم أصبحت كتيبة دوق لانكستر هي الكتيبة الخطية السليلة المباشرة.
تشكلت كتيبة نوفا سكوشا الغربية عام 1936 عن طريق دمج كتيبة أنابوليس الـ 69، التي تشكلت عام 1717، مع كتيبة لونينبورج الـ75، التي تشكلت عام 1870. وتنحدر كلتاهما من كتيبة المشاة الأربعين (متطوعي أمير ويلز)، التي تشكلت عام 1717 في فورت آني، بـأنابوليس رويال، نوفا سكوشا. كما أنها تُخلد ذكرى كتيبتي مشاة 112 و219 من كتائب قوة المشاة الكندية في الحرب العالمية الأولي. وهي واحدة من أقدم العناصر في القوات الكندية.

## نوفا سكوشا
وفقًا للمؤرخ هاري بيرس، تشكلت الكتيبة في نوفا سكوشا بقيادة الجنرال ريتشارد فيليبس في أغسطس 1717 من المجموعات المستقلة المتمركزة في أمريكا الشمالية وجزر الهند الغربية. وكانت الكتيبة تُعرف في البداية باسم كتيبة فيليبس (1717-1749)، وكتيبة كورنواليس (1749-1752). وفي عام 1751، تم ترقيم الكتيبة باسم كتيبة المشاة الأربعون وأصبحت تُعرف باسم كتيبة هوبسون الأربعين (1752-1759). وقد حاربت الكتيبة الأربعون خلال حرب الأب رالي وحرب الملك جورج وحرب الأب لو لوتر ثم في الحرب الفرنسية الهندية. وخلال الحرب الأخيرة، حاربت الكتيبة في حصار لويسبوورغ (1758) وكيبك (1759) ومونتريال (1760) وهافانا (1761). كما حاربت الكتيبة أيضًا خلال الثورة الأمريكية.

### حرب الأب رال
قبل حرب الأب رال، قاوم الميغماك إنشاء حصن بريطاني في كانسو، نوفا سكوشا من خلال الهجوم على محطة الصيد عام 1720، وأرسل فيليبس مجموعة من الكتيبة الأربعين، تحت قيادة الرائد لورنس أرمسترونغ، للاستيلاء على حامية لحصن صغير في كانسو بناه الصيادون في نيو إنغلاند. وواصل الميغماك الهجوم على أسطول السفن، مما اضطر الحامية لاتخاذ إجراء عام 1722. وقد كان الجنود والصيادون المحليون، الذين كانوا يعملون كجنود في البحرية، قادرين على تفريق مجموعات الهنود المغيرة. وحدث الاشتباك التالي في يوليو 1724 عندما قام فريق مكون من ستين من الهنود بمهاجمة أنابوليس رويال. وردت الحامية بطلعة جوية، لم يُحسب لها جيدًا، من حصن المدينة المهدم، مما أدى إلى وفاة رقيب وجندي وجرح ضابط وثلاثة جنود وهزيمة القوات. وبعد أن قاموا ببعض عمليات النهب، غادر الميغماك مع عدد من السجناء المدنيين.
من عام 1717 إلى 1743، كانت كتيبة فيليبس، بحامية أنابوليس، بلاسنتيا وكانسو، قادرة على حماية المستوطنين من الهجمات الهندية ومراقبة النفوذ الفرنسي في المنطقة والحفاظ على موطئ القدم البريطاني في مناطق كندا على المحيط الأطلسي.

## معرض صور

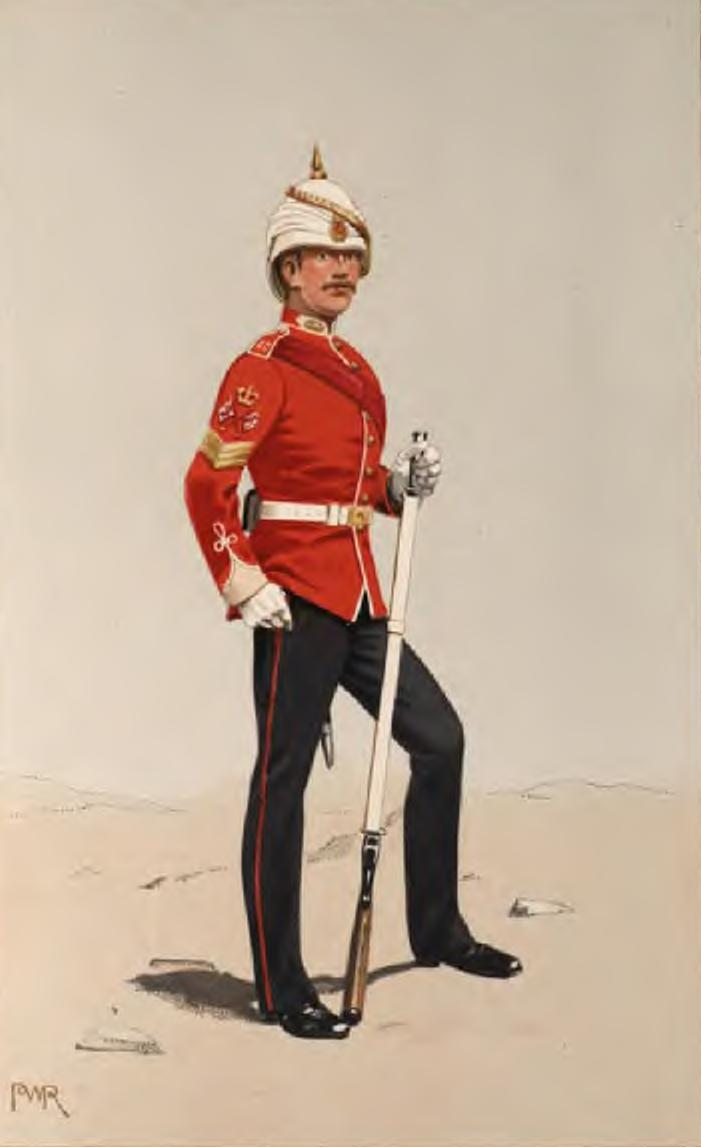
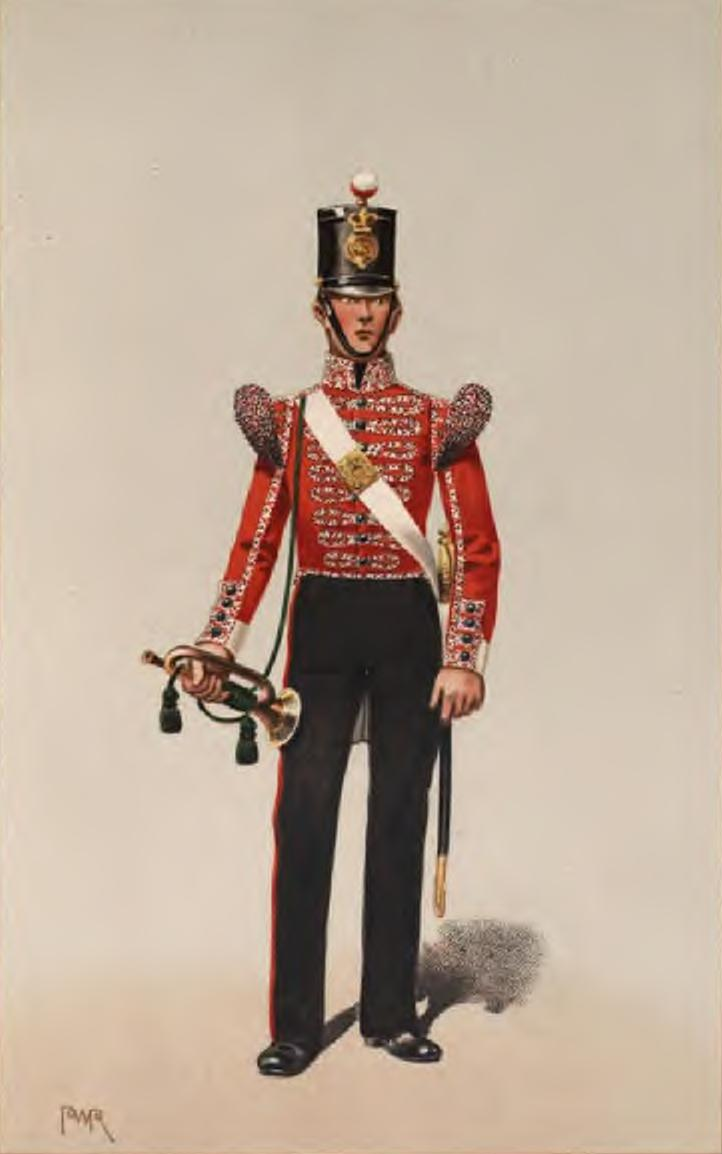
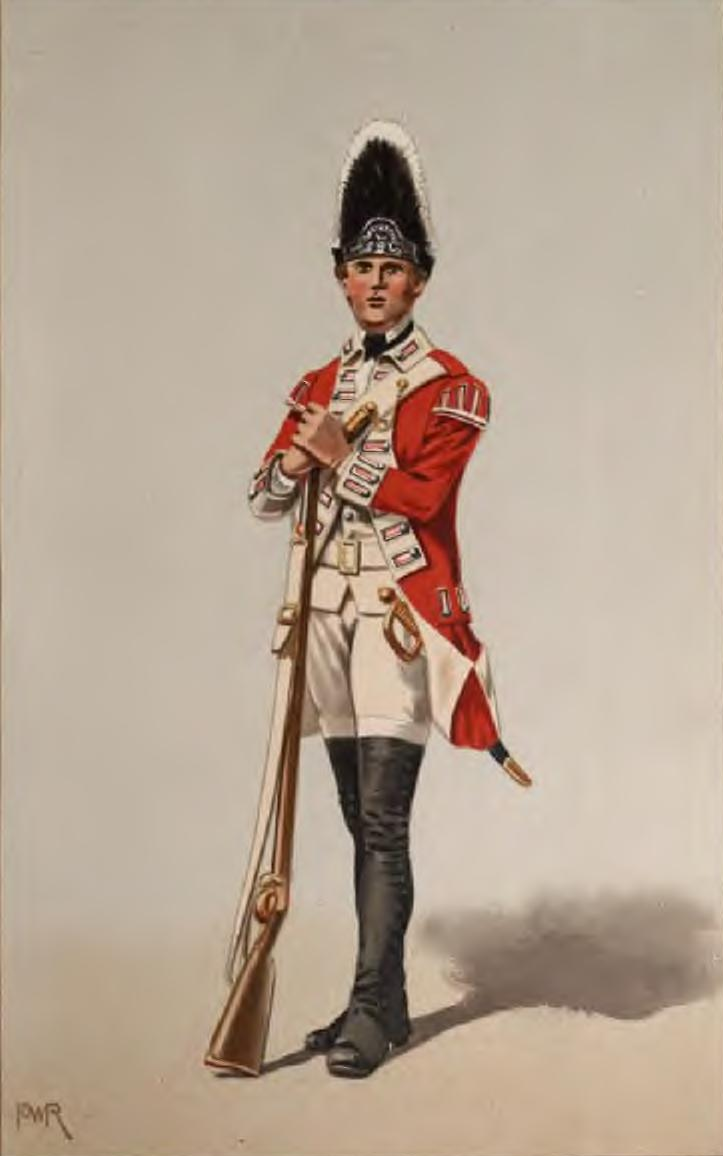
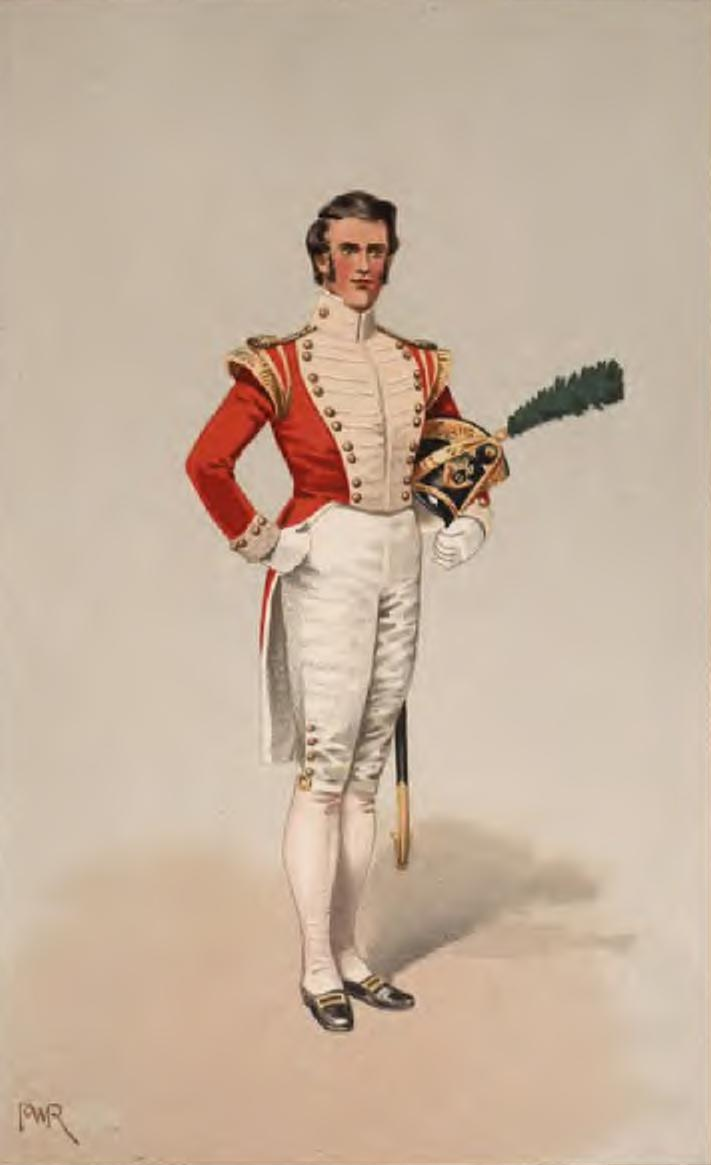
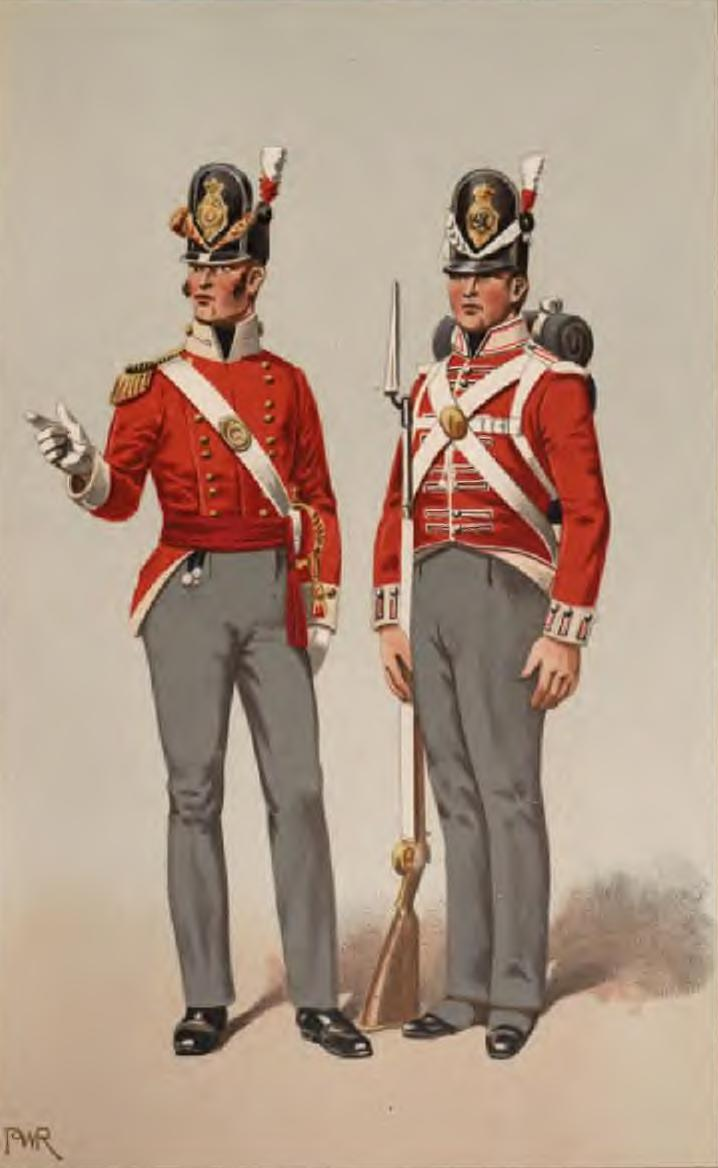

## وصلات خارجية
- The history and records of the 40th Regiment are preserved and maintained by The Lancashire Infantry Museum in Fulwood Barracks, Preston, Lancashire, U.K. For further information see the Museum's website at http://www.lancashireinfantrymuseum.org.uk
- 40th Regiment - Re-enactors, French and Indian War
- HM 40th Regiment of Foot, Light Infantry Company - A Living history organization portraying the Light Company during the American War for Independence
- Harry Piers, "The Fortieth Regiment, Raised at Annapolis Royal in 1717; And Five Regiments Subsequently Raised in Nova Scotia," Nova Scotia Historical Society (1927)
- Historical Records of the 40th Regiment